# 浮山所站
浮山所站，位于中华人民共和国山东省青岛市市南区香港中路与南京路交叉口地下，是青岛地铁2号线的地铁车站。

## 沿革
- 2017年12月10日，青岛地铁2号线一期东段全线通车，该站投入使用。

## 车站结构
地铁2号线经过此站时为东西走向，沿香港中路伸展。
车站为地下二层岛式站台车站，主体外包尺寸总长192.7 m，标准段宽20.7 m。车站总建筑面积12 547 m²，其中主体8 162 m²。站厅层长115.5 m、宽17.4 m、面积1 680 m²；站台有效长120 m，站台层长115.5 m、宽12 m、面积1 386 m²。
- 站厅
- 下行站台
- 下行站牌

车站主体采用明挖法施工，设4个出入口、2组风亭，分别位于香港中路两侧。

## 出入口
- ：香港中路南侧、徐州路东侧
- ：香港中路北侧、南京路西侧
- ：香港中路北侧、南京路东侧
- ：香港中路南侧、南京路西侧
  - 图例： 设有

- A出入口
- C出入口（原C1出入口）

## 公共艺术品
中央美术学院浮雕作品《浮翠流丹》，用暖黄色主色调来表现浮山所站灯火辉煌的商业氛围。通过山形的层层叠加，手工彩色琉璃渐变形态，暖色灯光设计的加入使得艺术墙画面变得更加生动自然。与浮山所站周边时尚、商业的主题相互映射，遵循空间一体化设计的原则，艺术品墙的创作延续了韵律动感的元素，与天花的装饰语言，车站的色调和谐统一。

## 换乘
海信桥站除自身轨道交通性质外，还可实现与市内公交车和出租车的近距离换乘：
- 分布于周边的公交车站，包括以下路线的停靠站点：12、26、33、125、312、319、601路等。